# Paweł Orłowski (rzeźbiarz)
|thumb|center| Veni, Vidi, Vici (Grande)
(brąz patynowany, 2019)
]][[ Medyceusz
(brąz patynowany, 2020)
|thumb|center| Swinging Woman
(brąz patynowany, 2020)
]][[ Czas
(brąz patynowany, 2022)
|thumb|center| Relève
(blacha stalowa malowana, 2022)
]][[ Summer Dress
(brąz patynowany, 2022)
|thumb|center| Veni, Vidi, Vici (Colourful)
(blacha stalowa malowana, 2022)
]][[ Veni, Vidi, Vici (Colourful)
(blacha stalowa malowana, 2022)
|thumb|center| Boty, Instalacja
(blacha stalowa, 2024)
Paweł Orłowski (ur. 1975) – polski rzeźbiarz i nauczyciel akademicki. 
Absolwent Wydziału Rzeźby Akademii Sztuk Pięknych im. Jana Matejki w Krakowie (pracownia prof. Józefa Sękowskiego). Od 2000 pracuje na ASP w Krakowie. W 2018 otrzymał stopień doktora habilitowanego. Wystawy m.in. na Targach Sztuki: Palm Beach Design Showroom w Miami, Palais de Festival w Cannes, Art Palm Beach International w Miami, Art Basel Week w Miami, KunsStart 07 w Bolzano oraz m.in. w Muzeum Narodowym w Gdańsku, Galerii Fibak, Centrum Zamek w Poznaniu, Van Rij Gallery.

## Galeria

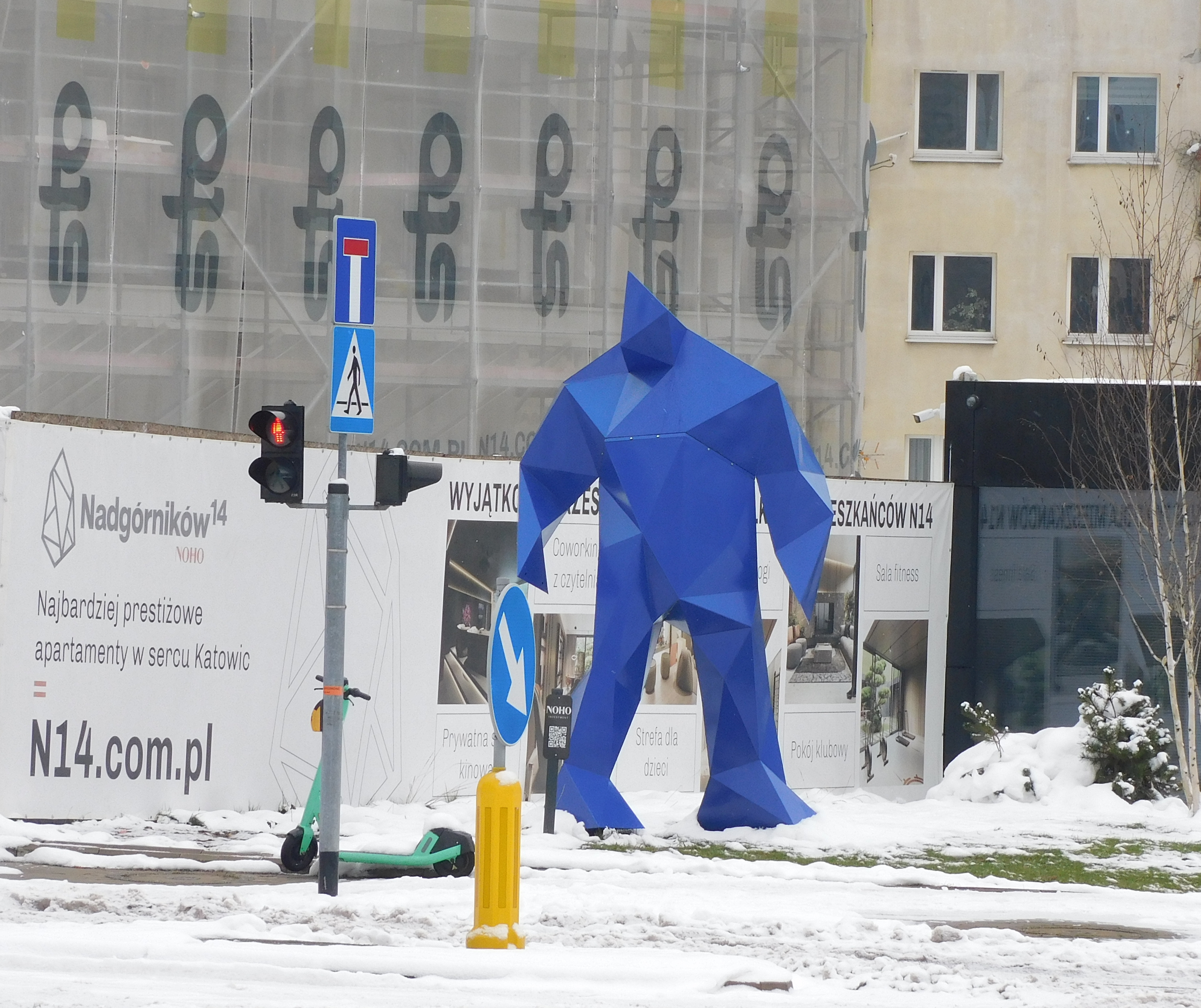
Rzeźba Pawła Orłowskiego Katowice, osiedle Nadgórników 14